# Metalimnobia biannulata
Metalimnobia biannulata är en tvåvingeart som först beskrevs av Enrico Adelelmo Brunetti 1912.  Metalimnobia biannulata ingår i släktet Metalimnobia och familjen småharkrankar. Inga underarter finns listade i Catalogue of Life.